# Ligne ferroviaire Belgrade-Bar
La ligne ferroviaire Belgrade–Bar est une ligne de chemin de fer qui relie Belgrade, la capitale de la Serbie, à la ville de Bar, le principal port du Monténégro.

## Caractéristiques
La ligne Belgrade-Bar est à écartement standard. Elle a une longueur totale de 476 km, dont 301 km en Serbie et 175 au Monténégro. Elle est électrifiée sur la totalité du parcours (25 kV, 50 Hz AC). Elle emprunte 254 tunnels (soit 114 435 m au total) et 435 pont (soit 14 593 m au total). Les tunnels les plus longs du parcours sont ceux de Sozina (6,17 km) et de Zlatibor (6,17 km). Le pont le plus long et le plus célèbre du parcours est le viaduc de Mala-Rijeka, qui mesure 498 m et s'élève à 198 m au-dessus du sol.

## Historique

### Chronologie des ouvertures
La ligne a été construite en plusieurs étapes : 
- Resnik - Vreoci en 1958
- Podgorica - Bar en 1959
- Vreoci - Valjevo en 1968
- Valjevo - Užice en 1972
- Užice - Podgorica en 1976.

### Accident ferroviaire
Le 23 janvier 2006, au Monténégro, a lieu l'accident ferroviaire de Bioče : le déraillement d'un train de passager provoque la mort de 47 personnes. 

### Entretien des infrastructures
Lors de la construction de la ligne, le trajet de Belgrade à Bar durait 7 heures. Avec les limitations de vitesse actuelles, rendues nécessaires par la vétusté de la ligne, il dure aujourd'hui 10 heures. De fait, l'entretien de la ligne Belgrade–Bar a souffert d'un manque de moyens financiers chronique depuis les années 1990, époque où elle est devenue un objectif pour les belligérants de la guerre du Kosovo. Elle est endommagée par des tirs lors de la guerre du Kosovo. La dégradation des infrastructures est un risque pour la sécurité.
En juillet 2010, des travaux sont en cours pour reconstruire entièrement la voie.

## Galerie

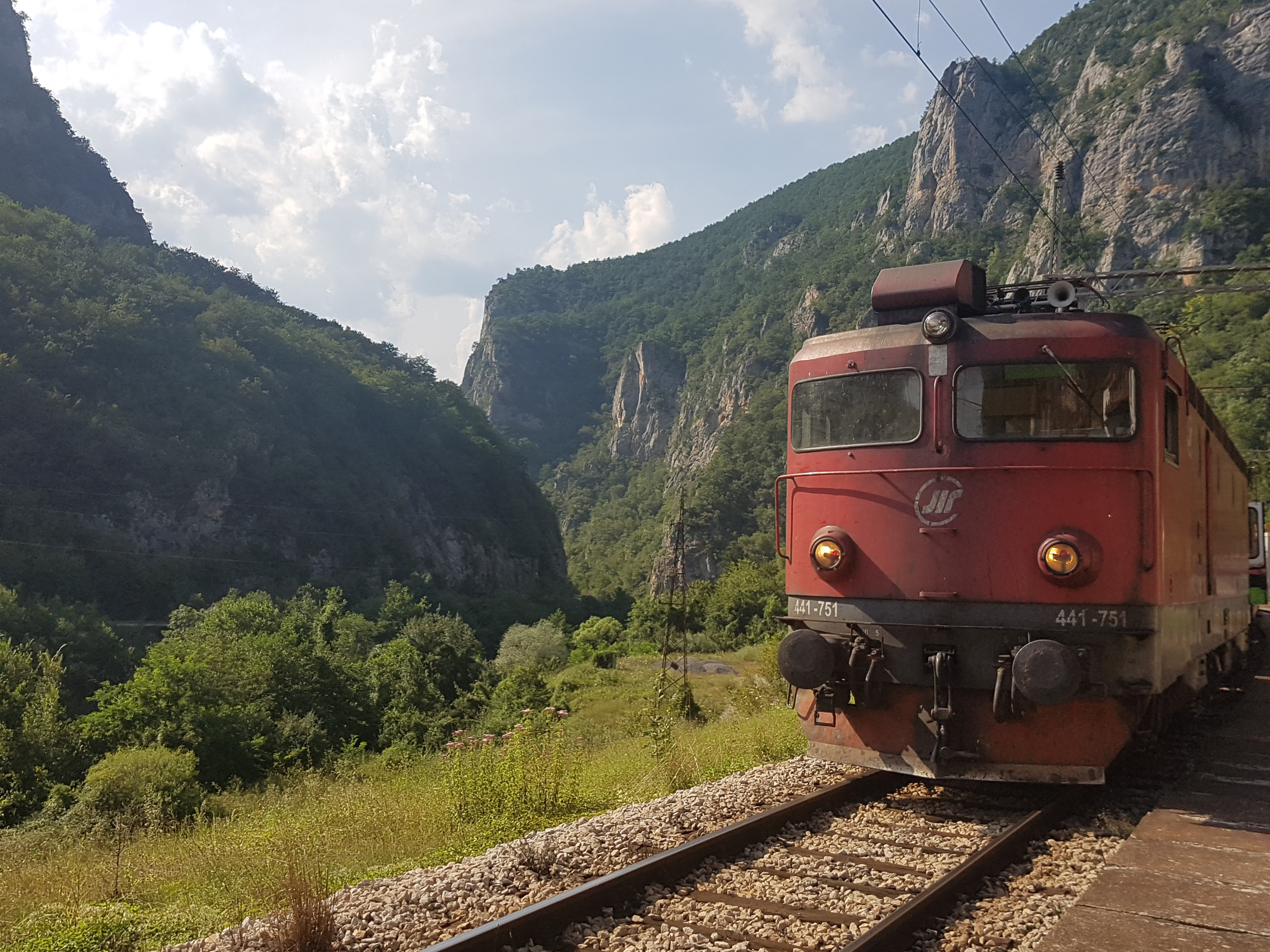
Tête du train devant les montagnes serbes, à la gare de Vrbnica (2018).
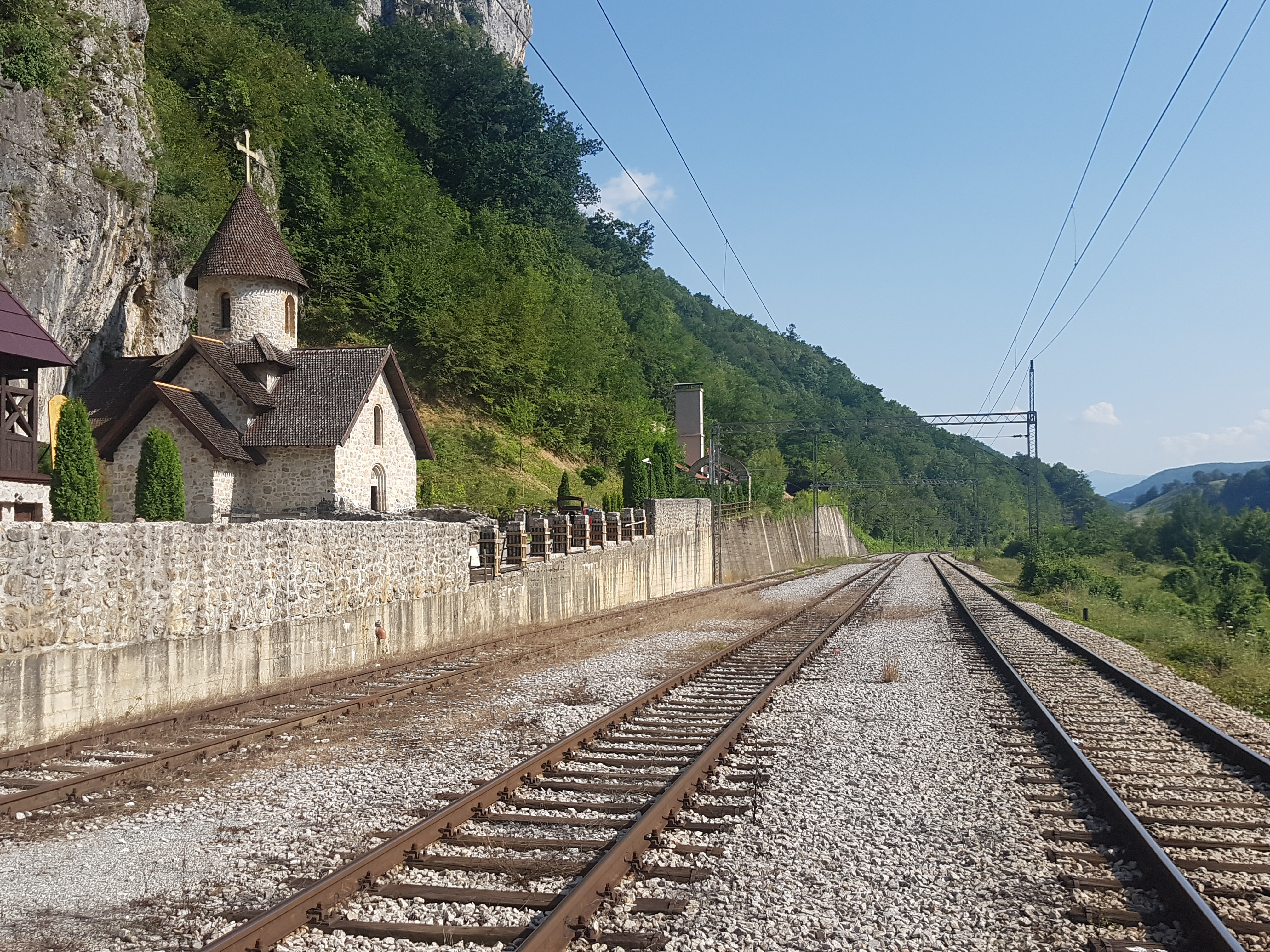
Voie vers le Monténégro avec un monastère à gauche, depuis la gare de Vrbnica, à la frontière serbo-monténégrine (2018).
- Changement de la locomotive à Bijelo Polje, première gare monténégrine de la ligne Belgrade-Bar (2018).
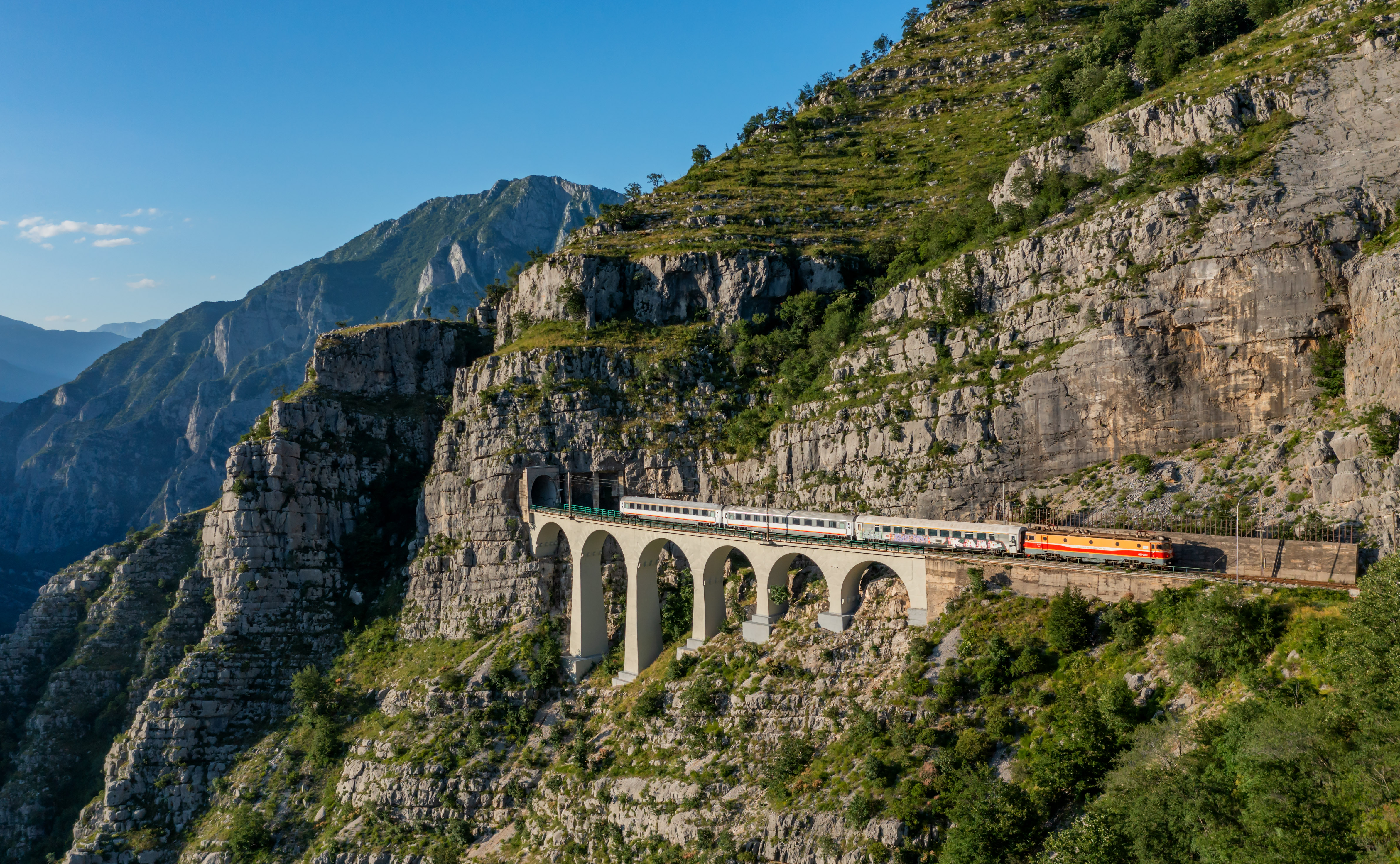
Train en approche de la gare de Lutovo dans le Monténégro sur la ligne ferroviaire Belgrade-Bar. Juin 2023.